# Paul Parisot
Pour les articles homonymes, voir Parisot.
Paul Parisot est un journaliste français né le 30 juillet 1917 à Paris 15e et mort le 1er décembre 2007 à Paris 17e. Il fut le rédacteur de la charte de Munich en 1971, en tant que président du syndicat des journalistes CFDT puis de la Fédération internationale des journalistes de 1978 à 1982. Grande figure du France Soir des années 1960, dont il fut chef du service social et où il a combattu l'arrivée de Robert Hersant avec la société des rédacteurs, il avait aussi dirigé le service international d'un autre grand quotidien, Franc-Tireur, à la Libération. Il a terminé sa carrière comme rédacteur en chef du quotidien de gauche Le Matin.

## Biographie

### Jeunesse
Paul Parisot est né d’un père employé de commerce et d’une mère sans profession. À partir de 1934 il milite à la SFIO, avec Maurice Laval, qui deviendra vingt ans plus tard un des fondateurs et l’administrateur de France Observateur puis de l'hebdomadaire Le Nouvel Observateur.

### Résistance
Le passage par les réseaux de Résistance a ensuite déterminé sa vocation  journalistique. Sous l'Occupation, il contribue en décembre 1940 à l’organisation d’un congrès clandestin des Auberges de jeunesse à Suresnes puis à la création de groupes antinazis à la Sorbonne. Il est arrêté en janvier 1944 pour faits de résistance puis il devient journaliste à l'Agence européenne de presse à la Libération.

### Franc-Tireur
Devenu journaliste professionnel après la Libération, au sein de la rédaction de Franc-Tireur, il y est promu chef du service étranger,, tout en militant au syndicat Force ouvrière.

### France-Soir
Il rejoint ensuite le France-Soir de la grande époque, sous la direction de Pierre Lazareff. À la fin des années 1960, alors qu'il préside l'Association des journalistes de l'information sociale, il fait partie du petit groupe qui se réunit régulièrement pour soutenir l'action de Pierre Bérégovoy, dans le cadre d'un club de réflexion politique "Socialisme moderne", où milite aussi le journaliste Régis Paranque .
Chef du service social de France-Soir,, membre du comité d'entreprise, il rejoint la section syndicale CFTC en 1964 lorsqu'elle se transforme en section CFDT, du fait de la « déconfessionalisation » décidée par un congrès de la CFTC.

### CFDT
Toujours en 1964, il est élu président du Syndicat des journalistes français (CFDT),. À ce poste pendant une décennie, il est l’un des artisans de la création en 1966 de l’Union nationale des syndicats de journalistes (UNSJ) puis l’un des rédacteurs de la déclaration des droits et des devoirs de Munich, dite « charte de Munich » de 1971, et enfin président de la Fédération internationale des journalistes de 1978 à 1982. C'est sous on impulsion que les journalistes français sont « largement les artisans » de cette charte de 1971, adoptée lors d’une conférence organisée à Munich à l’invitation du "Deutscher Journaliste Verband".

### Robert Hersant
Il se retrouve ensuite en conflit avec Robert Hersant, qui tente de racheter Le Figaro et France-Soir au milieu des années 1970. Hersant parvenant à réaliser les deux acquisitions, Paul Parisot doit alors partir. « Nous avons été vendus comme des meubles dont l'acte de vente aurait été truqué à l'avance », dénonce-t-il.

### Le Matin
Ne souhaitant pas tomber sous la férule d'Hersant, qui a reçu le soutien discret du président Valéry Giscard d'Estaing, une cinquantaine de journalistes sur plus de 200 quittent France-Soir, en faisant jouer la clause de cession, pour participer à la création du Matin de Paris le 1er mars 1977. Parisot en sera le rédacteur en chef à partir de 1984, lorsqu'il quitte France-Soir pour rejoindre Le Matin. La même année, la justice estime qu'il doit être réintégré dans ses fonctions à France-Soir, sur décision du tribunal de grande instance de Paris, mais il a alors 67 ans.
Paul Parisot est resté à la CFDT jusqu’en 2005, date à laquelle, à 87 ans, il a décidé d’adhérer au Syndicat national des journalistes CGT.